# Leucothecium
Leucothecium är ett släkte av svampar. Enligt Catalogue of Life ingår Leucothecium i familjen Gymnoascaceae, ordningen Onygenales, klassen Eurotiomycetes, divisionen sporsäcksvampar och riket svampar, men enligt Dyntaxa är tillhörigheten istället familjen Onygenaceae, ordningen Onygenales, klassen Eurotiomycetes, divisionen sporsäcksvampar och riket svampar.
|              | Pseudoarachniotus                                                                 |
|              |                                                                                   |
|              | Gymnoascus                                                                        |
|              |                                                                                   |
|              | Arachniotus                                                                       |
|              |                                                                                   |
|              | Kraurogymnocarpa                                                                  |
|              |                                                                                   |
|              | Gymnascella                                                                       |
|              |                                                                                   |
|              | Petalosporus                                                                      |
|              |                                                                                   |
|              | Acanthogymnomyces                                                                 |
|              |                                                                                   |
|              | Testudomyces                                                                      |
|              |                                                                                   |
|              | Amaurascopsis                                                                     |
|              |                                                                                   |
|              | Actinodendron                                                                     |
|              |                                                                                   |
| Leucothecium | \| \| Leucothecium coprophilum \| \| \| \| \| \| Leucothecium emdenii \| \| \| \| |
|              | \| \| Leucothecium coprophilum \| \| \| \| \| \| Leucothecium emdenii \| \| \| \| |
|              | Oncocladium                                                                       |
|              |                                                                                   |
|              | Orromyces                                                                         |
|              |                                                                                   |
|              | Acitheca                                                                          |
|              |                                                                                   |
|              | Leucothecium coprophilum                                                          |
|              |                                                                                   |
|              | Leucothecium emdenii                                                              |
|              |                                                                                   |

|  | Leucothecium coprophilum |
|  |                          |
|  | Leucothecium emdenii     |
|  |                          |